# Scytodes broomi
Espèce
Scytodes broomi est une espèce d'araignées aranéomorphes de la famille des Scytodidae.

## Distribution
Cette espèce se rencontre en Afrique du Sud au Cap-du-Nord et en Namibie,.

## Description
La femelle holotype mesure 10 mm.

## Étymologie
Cette espèce est nommée en l'honneur de Robert Broom.

## Publication originale
- Pocock, 1902 : Some new African spiders. Annals and Magazine of Natural History, sér. 7, vol. 10, p. 315-330 (texte intégral).